# Borszczowska Turka
Borszczowska Turka (ukr. Борщівська Турка) – wieś na Ukrainie w rejonie śniatyńskim obwodu iwanofrankiwskiego.